# Limosina flaviceps
Limosina flaviceps är en tvåvingeart som beskrevs av Zetterstedt 1847. Limosina flaviceps ingår i släktet Limosina och familjen hoppflugor. Inga underarter finns listade i Catalogue of Life.